# Alan Perlis
Alan Jay Perlis (n. 1 aprilie 1922, Pittsburgh, Pennsylvania, SUA — d. 7 februarie 1990) a fost un informatician american, pionier în domeniul limbajelor de programare. În 1966, a devenit primul laureat al Premiului Turing.
1. 1 2   https://www.nae.edu/28748/Dr-Alan-J-Perlis Lipsește sau este vid: |title= (ajutor)
2. ↑  IdRef, accesat în 5 martie 2020
3. ↑   https://history.computer.org/pioneers/perlis.html Lipsește sau este vid: |title= (ajutor)